# Detlev Karsten Rohwedder
Detlev Karsten Rohwedder, né le 16 octobre 1932 à Gotha et mort assassiné le 1er avril 1991 à Düsseldorf, est un homme d’affaires et homme politique allemand, membre du Parti social-démocrate. Il était également le président du parlement et du groupe métallurgique Hoesch et le premier directeur de la Treuhandanstalt, l'agence chargée de la privatisation des biens de la République démocratique allemande après la réunification allemande.

## Assassinat
Il a été tué par balle à la fenêtre de sa maison de Düsseldorf le 1er avril 1991. Une lettre laissée sur place revendique l'assassinat au nom du commando « Ulrich Wessel » de la Fraction armée rouge. Près de dix ans plus tard, un test ADN révèle la présence sur place de Wolfgang Grams (1953 - 1993), l'un des membres de l'organisation terroriste.
À ce jour, près de trente années plus tard, l'affaire n'a toujours pas été résolue. Il est enterré au cimetière du Nord de Düsseldorf.

## Hommages
Le siège de l'actuel ministère fédéral des Finances à Berlin, qui accueillait auparavant les locaux de la Treuhandanstalt, fut rebaptisé un an après Detlev-Rohwedder-Haus en son honneur.